# Gilles Schneider
Pour les articles homonymes, voir Schneider.
Gilles Schneider, de son vrai nom Gilles Pigeon, est un journaliste français, né à Paris en 1943. Il est connu du grand public pour avoir présenté le journal sur Europe 1, puis sur La Cinq (en solo puis en duo avec Béatrice Schönberg).

## Biographie
Il a eu des responsabilités dans la presse écrite et à la télévision. De 1980 à 1982, il avait présenté l'émission Les Dossiers de l'écran sur Antenne 2. Il présente à partir du 8 janvier 1985 le jeu Énigmes au bout du monde, produit Jacques Antoine et Claude Savarit sur TF1. Puis sur La Cinq de 1987 à avril 1992. Tout d'abord en « joker » de Guillaume Durand et Marie-France Cubadda. Puis, de 1990 à juin 1991 il anima l'émission Histoires vraies avec Béatrice Schönberg avec qui il coprésenta le Journal de 20 heures de la chaîne de septembre 1991 à avril 1992.
Il présenta la dernière émission de la chaîne, Vive la Cinq, le 12 avril 1992, en compagnie de Jean-Claude Bourret (présentateur des journaux du week-end et président de l'Association de Défense de la Cinq) et Marie-Laure Augry (présentatrice du Journal de 12h45 et actuelle médiatrice des rédactions de France 3). 
Il réapparaît le temps d'un été sur TF1 en duo avec Marine Jacquemin, dans l'émission Rumeurs produite par Christophe Dechavanne et Stéphane Courbit, à partir du 2 juillet 1992 au 13 août 1992. Il présente un numéro de l'émission "État des lieux" le 15 février 1993 sur France 2.
À partir du 7 janvier 1995, il présente Contact 6 manager sur M6 (court magazine d'information économique, diffusé selon un rythme variable, alternant l'interview d'une personnalité du monde économique en plateau et un sujet illustrant ses propos. L'émission peut être incluse dans Matin express ou dans Boulevard des clips juste après M6 Express ou M6 Boutique).
Il revient sur le service public qu'il présente en duo avec Yamina Benguigui, l'émission Place de la République produite par Hervé Chabalier, du 20 octobre 1998 au 15 juin 1999 sur France 2. (Place de la République est un magazine de société bimensuel, à la structure composite, réalisé en studio et en direct, coprésenté par Gilles Schneider et Yamina Benguigui. L'émission, réalisé en public, veut donner la parole à des Français, connus ou inconnus, dont les actions et les initiatives, individuelles ou collectives, rejaillissent positivement sur la collectivité, dans le quotidien des autres. L'émission veut prolonger l'état d'esprit qui régnait en France après la victoire de l'équipe de France lors de la coupe du monde de football 1998.) inateque.fr
Mais Gilles Schneider est surtout un homme de radio. Il y fait ses débuts sur Europe 1 dans les années 1960. Il fait un passage à France Inter comme présentateur de la matinale et directeur de la rédaction jusqu'en 1995. De 1995 à 1997, il exerce des fonctions analogues à nouveau avec Europe 1. 
De 1997 à 2004, à Radio France Internationale (RFI), il a été notamment directeur général adjoint, chargé des Antennes et de l'Information du groupe. Il exerce la fonction de directeur de France Inter de juin 2004 au 4 septembre 2006, Frédéric Schlesinger lui succède. Ensuite, il exerce la fonction de secrétaire général à l'Information du groupe Radio France, avant son départ à la retraite à compter du 1er juillet 2008.
Il est le père du chanteur et disc jockey Jérôme Pijon, né Pigeon à la fin 1965.